# Tennis Club Odense
Tennis Club Odense er en fynsk tennisklub beliggende i Ådalen tæt ved Odense Å. Klubben har eksisteret siden 1889 og var indtil 1996 en del af Odense Boldklub. I 2007 fik klubben sit nuværende navn. Tennis Club Odense er medlem af Fyns Tennis Union (FTU) og Dansk Tennis Forbund (DTF). 

## Historie

### Eksercerpladsen (1889-1894)
Tennis Club Odense er den ældste tennisklub på Fyn. Klubben var oprindeligt en del af Odense Cricketklub, som blev stiftet i 1887. To år senere fik klubben en tennis- og fodboldafdeling og ændrede derfor navn til Odense Boldklub (OB). Byens sportsfolk holdt til på Eksercerpladsen ved Heden (det nuværende Sdr. Boulevard). De mange nye sportsgrene fulgte med industrialiseringen fra Storbritannien. Sport passede godt til det nye industrisamfund, for det gav befolkningen motion og underholdning.

### Munke Mose (1894-1968)
I 1894 fik klubben de første faste tennisbaner, da der blev indviet tre tennisbaner i Munke Mose i hjertet af Odense. Det skete samtidig med, at der blev anrettet et større sportsanlæg på et område i Munke Mose, som Odense Kommune havde erhvervet sig fra byens lokale fabrikker. Anlægget var det første af slagsen uden for København. Det bestod af plæner til fodbold og cricket, tre tennisbaner og tre træpavilloner. 
Da OB's sportsanlæg blev indviet i 1894, blev tennis for alvor populært. De tre tennisbaner blev særdeles flittigt brugt. I den tilhørende træpavillon kunne tennisspillerne indtage drikke, dog ingen øl, og lagkage. I 1930'erne stod det sløjt til for fodboldafdelingen i Odense Boldklub på grund af konkurrencen fra Odenses to dominerende fodboldklubber, B 1909 og B 1903, og klubben overvejede helt at droppe fodbold for at satse fuldt ud på tennis. I 1933 åbnede en tennishal på OB's baneanlæg i Munke Mose. Tennishallen blev dog brændt ned i 1943 under anden verdenskrig af sabotører.
I 1950'erne købte klubben OBK-hallen i Godthåbsgade af Odense Badminton Klub (OBK), så tennisspillerne havde en indendørs tennisbane at spille på om vinteren. Det irriterede dog badmintonspillerne så meget, at der var tennisstreger på deres baner, så OBK købte hallen tilbage i 1962. Som erstatning byggede OB en såkaldt boblehal. Hallen var med oppustelig teltdug og trægulv og var den første af sin slags i Danmark. Den første blev anlagt på den gamle tennishals fundament, men blev senere flyttet til Højsletten på Sadolinsgade/Lahnsgade, hvor fodboldtræningsbanerne også lå.

### Ådalen (1968-2014)
I efteråret 1968 flyttede Odense Boldklub fra Munke Mose til Ådalen, der ligger cirka en kilometer syd for mosen. Der blev placeret to boblehaller ved siden af fodboldklubbens nye klubhus tæt ved Odense Å. Samtidig blev også udendørsbanerne flyttet til Ådalen. På den modsatte side af åen blev anlagt otte grusbaner, samt en opvisningsbane. Senere blev antallet af baner udvidet til 13, hvoraf den ene er med hardcourtunderlag. Boblehallere udgjorde klubbens indendørsfaciliteter indtil april 2004, hvor de var helt nedslidte og blev endeligt nedlagt. Selve tennisbanerne ligger der stadig, men området bruges af fodboldklubben som parkeringsplads. 
I 1996 blev tennisafdelingen udskilt fra Odense Boldklub, og den selvstændige klub OB Tennis blev stiftet. Tennis Club Odense fik sit nuværende navn i januar 2007. 
Der er dog stadig nogle berøringsflader, idet fodboldklubben spiller på stenmelsbanen, der ligger ved siden af tennisanlægget, om vinteren. Derudover anvender tennisklubben nogle gange fodboldhallen, når det regner. Desuden låner tennisklubben også omklædningsfaciliteter af fodboldklubben, da det lille klubhus ved tennisanlægget ikke indeholder hverken omklædnings- eller badefaciliteter. 
I 2004 blev talentudviklingsprojektet Tennis Team Fyn stiftet af tennisklubben i samarbejde med den odenseanske tennisklub Fruens Bøge Tennisklub og Fyns Tennis Union med det formål at sikre de unge fynske tennistalenter bedre vilkår. 
I efteråret 2010 vedtog byrådet i Odense, at der inden 2014 vil blive bygget en tennishal med seks indendørsbaner ved Marienlystcentret i den nordlige del af Odense, og tennisklubben etablerede derfor et tæt samarbejde med Boldklubben Marienlyst. Tennishallen åbnede i slutningen af november 2014 med seks nye baner.
I 2018 overtog Tennis Club Odense i samarbejde med Fruens Bøge Tennisklub og øvrige Odense tennisklubber driften af centret med de 6 tennisbaner.
I 2022 omlagde tennisklubben bane 7+8 til 3 padelbaner for at udvide aktiviteterne i ådalen med padel sporten. Dermed blev det samlede tilbud i Tennis Club Odense til 10 tennis grusbaner, 3 minitennis kunstgræsbaner og 3 padel kunstgræsbaner.

## Om klubben
Klubben holder til i Ådalen, hvor den har 12 grusbaner til rådighed, samt én hardcourtbane. Til gengæld har klubben slet ingen indendørs tennishal, hvilket gør klubben til den suverænt største danske tennisklub, der ingen faste indendørsfaciliteter har. I stedet for har klubbens medlemmer om vinteren været nødsaget til at rejse til Kolding, Svendborg eller Ringe for at spille indendørstennis. 
Efter boblehallerne blev endeligt nedlagt i 2004, blev der ellers indviet fire nye tennisbaner i Odense Congress Center (OCC). Idéen var, at banerne skulle fjernes om sommeren, men det viste sig dog ikke at være nogen langtidsholdbar løsning, da OCC fandt ud, at hallerne ofte skulle bruges til andre formål – også i vinterhalvåret. I efteråret 2006 blev tennisbanerne placeret i en tom industrihal i Ringe, og derfor blev indendørstræningen flyttet til Sydfyn.
Siden 2007 har klubben rådet over to eller tre indendørsbaner i Flora Decos blomsterlagerhal i Odense-bydelen Højme, men løsningen har været omdiskuteret, fordi klubben ikke har dispensation til at afvikle elitedivisionskampe eller spille almindelige DTF-turneringer i lagerhallen på grund af det dårlige lys og for lavt til loftet. Derfor har elitedivisionsholdet måttet spille alle sine hjemmekampe på udebane. Siden 2012 har holdet dog fået rykket sine hjemmekampe til enten Svendborg eller Kolding. Foruden indendørstennis på stor bane spiller mange af klubbens medlemmer minitennis med skumbolde på badmintonbane på Sct. Knuds Gymnasium i Odense-bydelen Hunderup. 
Trods de primitive forhold har Tennis Club Odense nydt stor succes i toppen af dansk tennis. Klubbens førstehold ligger i Elitedivisionen og har de seneste par år spillet sig i DM-slutspillet adskillige gange. I 2009 vandt klubben DM-bronze for første gang i klubbens historie. Igennem en årrække har klubben leveret en række fynske og danske mestre, såvel udendørs som indendørs. 
Tennisklubben er internationalt nok mest kendt for at være Kristian Pless' klub som ung juniorspiller. I 1990'erne afholdt klubben ITF-turneringen Fyn Open, og i 2010 afholdt klubben for første gang ITF-juniorturneringen ITF Junior Outdoor Cup Odense. Derudover afholder klubben en række regionale og nationale turneringer hvert år.

### Klubbens formænd
- 1996-1999: Michael Garbers
- 1999-2003: Ole Wod
- 2003-2014: Bente Bassett
- 2014-2015: Ismar Huskic
- 2015-2020: Thomas Hjorth Nyholm
- 2020-2022: Vivian Lindberg

### Klubbens direktør
- 2009-2014: Kristoffer Jørgensen